# Xemeneia industrial de l'antiga fàbrica de rajoles d'Albalat dels Sorells
La Xemeneia industrial de l'antiga fàbrica de rajoles és un fumeral industrial a la Partida Alcavons d'Albalat dels Sorells. És un bé de rellevància local amb identificador número 46.13.009-005.